# Desa Giripurwo (administrativ by i Indonesien, lat -8,04, long 110,39)
Desa Giripurwo är en administrativ by i Indonesien.   Den ligger i provinsen Yogyakarta, i den västra delen av landet, 400 km sydost om huvudstaden Jakarta.